# Альхімія-де-Альфара
Альхімія-де-Альфара, Алджимія-де-ла-Баронія (ісп. Algimia de Alfara (офіційна назва), валенс. Algimia de la Baronia) — муніципалітет в Іспанії, у складі автономної спільноти Валенсія, у провінції Валенсія. Населення — 1028 осіб (2010).

## Географія
Муніципалітет розташований на відстані близько 290 км на схід від Мадрида, 31 км на північ від Валенсії.

## Демографія
Динаміка населення (INE ):

## Галерея зображень

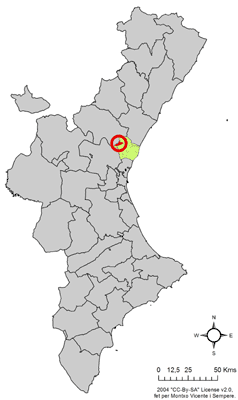
Розташування муніципалітету Альхімія-де-Альфара у автономній спільноті Валенсія
Розташування муніципалітету Альхімія-де-Альфара у комарці Кампо-де-Морведре
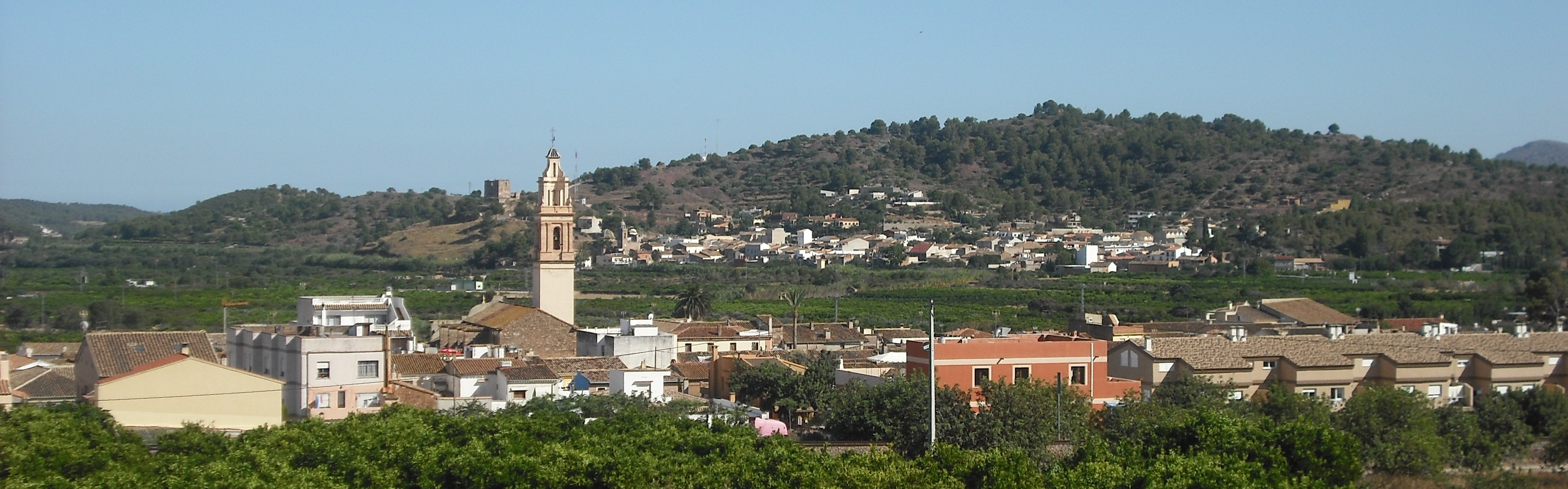
Альхімія
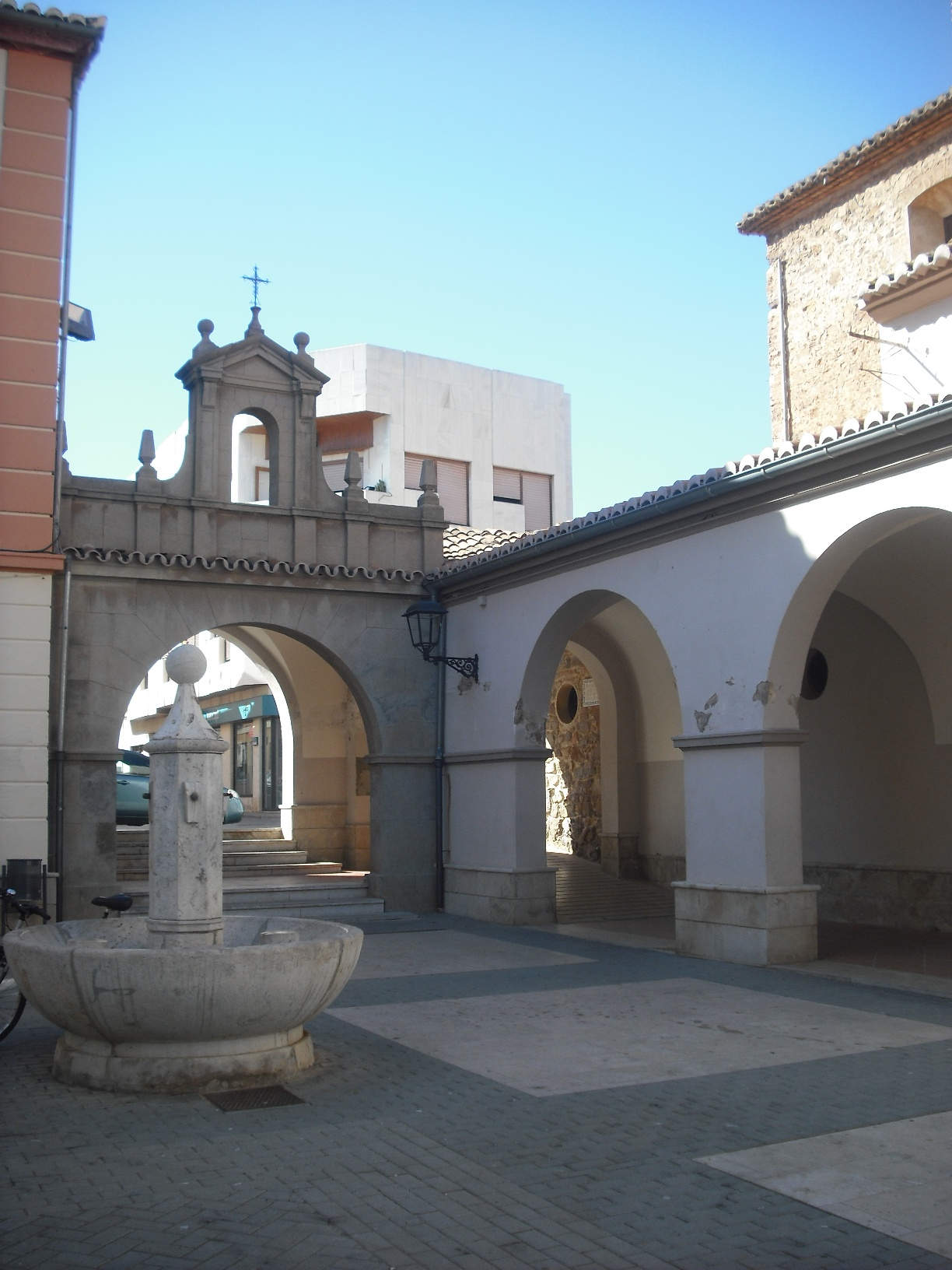
Пласа-де-ла-Іглесія